# ビターフェルト

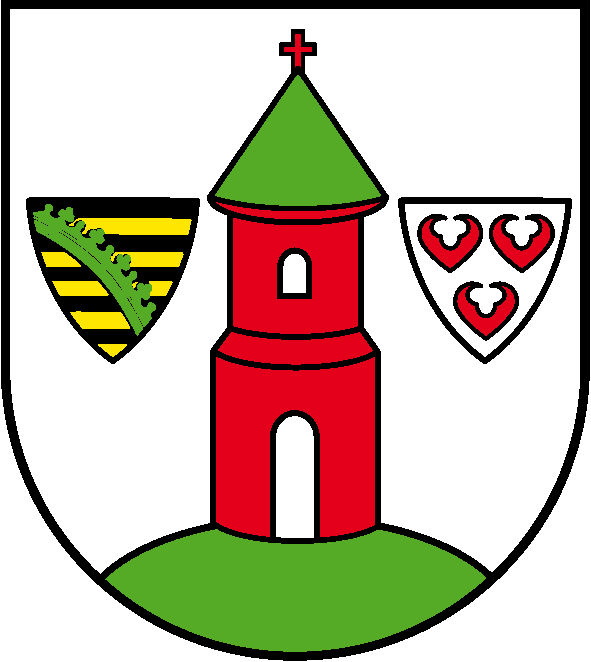
紋章

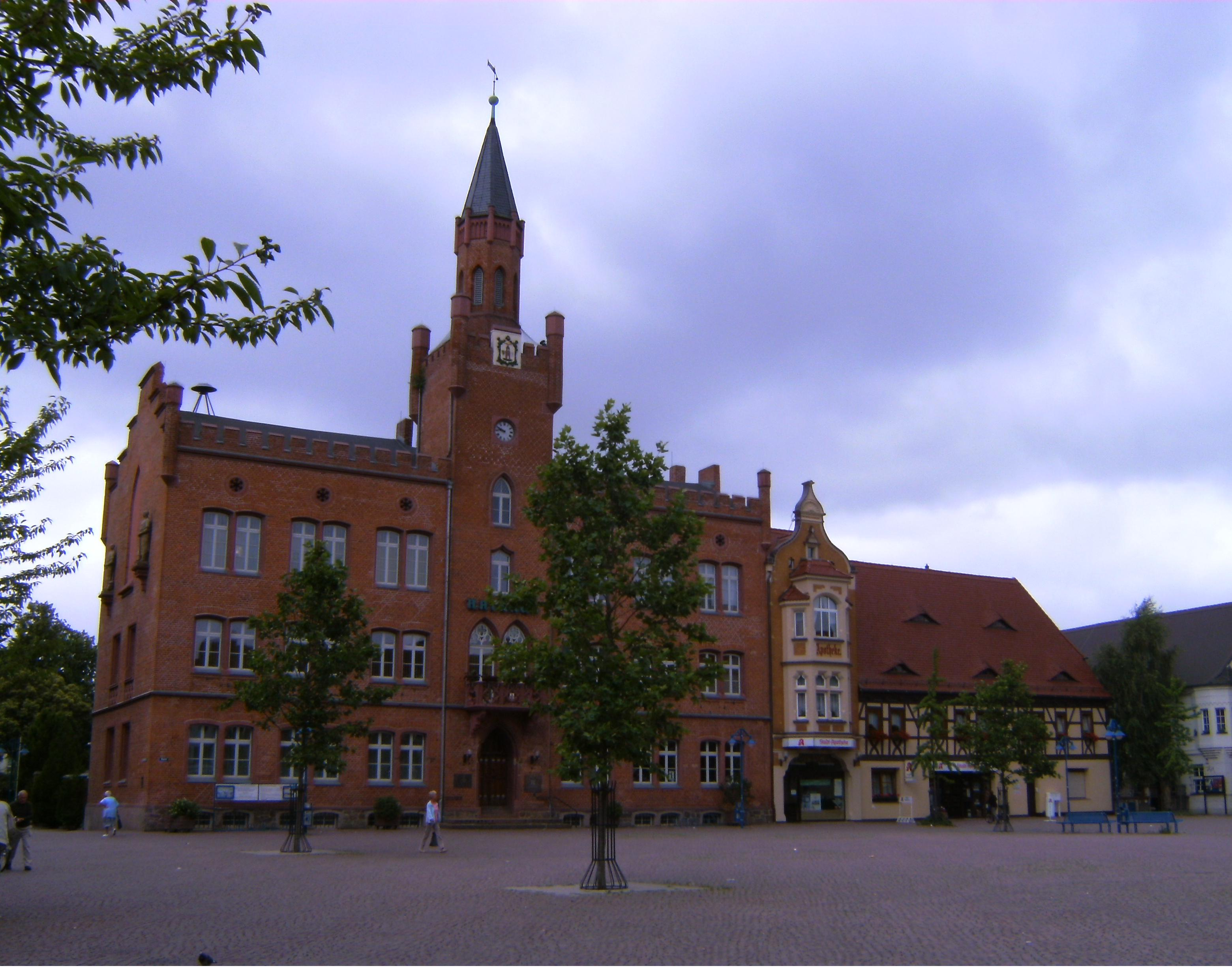
ラートハウス

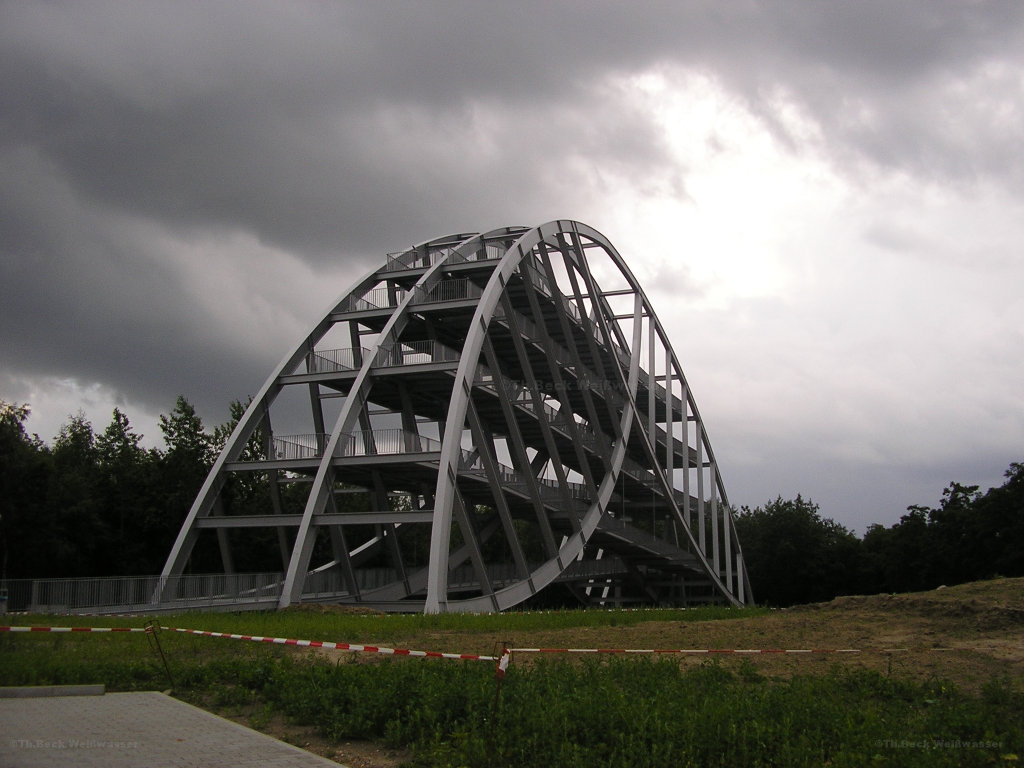
Bitterfelder Bogen

ビターフェルト（Bitterfeld、[ˈbɪtɐfɛlt]）は、ドイツのザクセン＝アンハルト州アンハルト＝ビターフェルト郡の街である。
デッサウの南方約25km、ハレ (ザーレ) の北東30kmに位置する。旧東ドイツ時代には環境汚染を引き起こした化学産業の施設があった。現在も、大規模な産業都市である。2007年7月1日よりビターフェルト＝ヴォルフェン (Bitterfeld-Wolfen) の一部になった。

## 概要
街は西スラヴ系のフェルミッシュ人によって、植民地として1153年に入植された。1476年にヴェッティン家のマイセン辺境伯の、のちザクセン選帝侯の領地となった。1815年のウィーン会議により、現在のザクセン＝アンハルト州の他地域とともにプロイセン王国に帰属した。
現在ではビターフェルトはユナイテッド・メタル・マニアックス・フェスティバルが開催されている。
ビターフェルト鉱山地帯が近隣にあり、露天掘りなどが多くある。
ゴイッツシェ (Goitzsche) では褐炭が産出し、南東部では琥珀が産出する（ビターフェルト琥珀）。

## 出身者著名人
- コルネリア・エンダー - 旧東ドイツの競泳選手